# Maurizio Ferrara
Maurizio Ferrara (Roma, 29 maggio 1921 – Roma, 19 aprile 2000) è stato un giornalista, politico e partigiano italiano.

## Biografia
Nato in una famiglia ebraica, liberale ed antifascista, si laureò in giurisprudenza nel 1942 e, nello stesso anno, entrò nel Partito Comunista Italiano partecipando alla Resistenza romana. Dal 1945 al 1970 lavorò all'interno del quotidiano l'Unità di cui fu commentatore politico, inviato e direttore dal 1966 al 1970. Il 5 giugno 1952 venne condannato in appello a 8 mesi di reclusione e al pagamento di una sanzione pecuniaria per diffamazione nei confronti del Tribunale della Rota Romana.
Per anni segretario particolare del leader comunista Palmiro Togliatti, nelle elezioni regionali nel Lazio del 1970, fu capolista del PCI e venne eletto consigliere regionale. Confermò il suo seggio nelle regionali del 1975; nello stesso anno fu eletto Presidente del Consiglio regionale del Lazio e mantenne tale incarico fino al 1976, quando divenne presidente della regione Lazio. Nel 1977 fu costretto alle dimissioni a causa della risicata maggioranza che lo sosteneva.
Nel 1979 venne eletto senatore e confermò il suo seggio a Palazzo Madama nelle elezioni politiche del 1983 e del 1987. Numerosi furono gli incarichi che gli vennero assegnati nel partito: era stato membro del Comitato centrale del PCI dall'undicesimo al diciassettesimo congresso e segretario regionale del Lazio dal 1980 al 1984.
Con la moglie Marcella De Francesco, anch'essa partigiana e giornalista, fu autore di varie opere politiche: Conversando con Togliatti e Cronache di vita italiana. Scrisse anche I prati lunghi, Mal di Russia, La Relazione, nonché alcune raccolte di poesie in dialetto romanesco (Er compromesso rivoluzionario, Er comunismo cò la libbertà).
Del figlio Giuliano, giornalista, non condivise né la candidatura alle elezioni europee del 1989 con il Partito Socialista Italiano, né la svolta a destra e l'ingresso come Ministro per i rapporti con il Parlamento nel primo governo Berlusconi.

### Morte
Morì di cancro nella sua abitazione di via dell'Orso a Roma il 19 aprile 2000, all'età di 78 anni.

## Riconoscimenti
Nel 1961, gli viene assegnato il premio Saint-Vincent.